# یواس‌اس آلاسکا (ای‌ئی-۱۲)
یواس‌اس آلاسکا (ای‌ئی-۱۲) (به انگلیسی: USS Wrangell (AE-12)) یک کشتی بود که طول آن آن ۸۰۸ فوت ۶ اینچ (۲۴۶٫۴ متر) بود. این کشتی در سال ۱۹۴۳ ساخته شد.